# Willem Jan de Bruyne
Willem Jan de Bruyne (Zierikzee, 7 maart 1854 - Den Helder, 15 juni 1905) was een Nederlands marineofficier.

## Biografie
De Bruyne werd adelborst in 1869, benoemd tot adelborst der eerste klasse op 1 september 1872, en trad als zodanig in de zeedienst. Na de gebruikelijke bevorderingen bereikte hij de rang van kapitein-ter-zee op 1 oktober 1901. Sedert die datum was hij commandant van het Koninklijk Instituut voor de Marine, waar hij reeds vroeger (van 1885 tot 1889) geplaatst was als instructeur stoomwerktuigkunde. In 1887 was de toenmalige kapitein-luitenant-ter-zee gedetacheerd in Vlissingen voor het gereed maken van Hr.Ms. pantserschip “Zeeland”,  aan boord van welke oorlogsbodem hij het volgende jaar geplaatst werd als eerste officier. In 1899 werd hij belast met het bevel over de korvet  “Sommeldsijk” te Curaçao, doch reeds 1 jaar daarna repatrieerde hij uit West-Indië om op te treden als commandant van het KIM te Den Helder. Hier zorgt hij in 1904 voor de oprichting van een Senaat voor het Korps Adelborsten, waarmee adelborsten een eigen vertegenwoordiging krijgen. Hij overleed plotseling op 15 juni 1905. De Bruyne was een zeer geliefde commandant van het Instituut, waar vandaag de dag nog steeds een plaquette te zijner nagedachtenis hangt. W.J. de Bruyne had een zoon en een dochter. Een van zijn kleinzoons was de latere viceadmiraal W.J. Kruys. 

## Onderscheidingen
- Ridder in de Orde van de Nederlandse Leeuw
- Officier in de Orde van Oranje-Nassau met de zwaarden
- Ereteken voor Belangrijke Krijgsbedrijven Atjeh 1873-1896
- Atjeh-medaille 1873-1874
- Onderscheidingsteken voor Langdurige Dienst als officier (XXX)
- Ridder derde klas in de Orde van de bevrijder Simon Bolivar van Venezuela